# Retrouvez ma fille !
Pour plus de détails, voir Fiche technique et Distribution.
Retrouvez ma fille! (I Know Where Lizzie Is) est un téléfilm américain réalisé par Darin Scott, diffusé en 2016.

## Fiche technique
- Titre original : I Know Where Lizzie Is
- Réalisation : Darin Scott
- Scénario : Kendall Clark
- Producteurs exécutifs : Sebastian Battro, Tom Berry et Elizabeth Cullen
- Produit par : Pokeprod
- Décors : Roger C. Ambrose
- Montage : Robert Meyer Burnett (en) et Cody Miller
- Costumes : Cailan Calandro et Erin Citti
- Casting : Don Carroll
- Musique : Sean Murray
- Pays d'origine :  États-Unis
- Langue originale : anglais
- Format : couleur
- Genre : drame
- Durée : 87 minutes (1 h 27)
- Date de diffusion :
  -  France : 3 octobre 2016 sur TF1

## Distribution
- Tracey Gold (VF : Marie Rousseau) : Judith Holden
- Nadia Bjorlin (VF : Noémie Orphelin) : Tracy Spencer
- Richard Ruccolo (VF : Loïc Houdré) : Martin Holden
- Vanessa Evigan (VF : Géraldine Kannamma) : Rebecca Holden
- Scott Evans (VF : Sébastien Ossard) : Henry Spencer
- Robert Scott Wilson (VF : Alexandre Guansé) : Gale Chambers
- Madison Iseman (VF : Zina Khakhoulia) : Lizzie Holden
- Wendy Davis (VF : Sophie Riffont) : Melissa Portman
- Jim O'Heir (VF : Philippe Duchesnay) : lieutenant Williams
- Andrea Evans : Hildie Emerson Scott
- Andrew Pirozzi : l'officier Kent
- Liz Jenkins : Sheila
- Janis Valdez : Emily
- Greg Cope White (VF : Jean-François Lescurat) : Donovan Haskell

 Source et légende : version française (VF) sur RS Doublage et selon le carton de doublage télévisuel.